# Francesca Lutti
Francesca Lutti, född den 31 januari 1827 i Riva del Garda, död den 6 november 1878 i Brescia, var en italiensk poet. 
Francesca Luttis far hade varit kapten i Napoleons garde. Det var diktaren Andrea Maffei, som ledde hennes första steg på författarbanan. Denne skrev även företalet till Alberto, en poetisk berättelse (1867), det av hennes arbeten, som slog mest an. Om detta diktverk fälldes det omdömet, att dess stanser var de bästa på italienska sedan Ariostos dagar. Dessutom kan nämnas Giovanni, likaledes en berättelse på vers, samt Maria (1858) och novellen Rosa e stella (1859). Hennes tidiga verk är samlade i Novelle e liriche (1862). Francesca Lutti hör jämte Giannina Milli och Erminia Fuà Fusinato till Italiens mest betydande författarinnor under 1800-talets mitt.